# 야마자키 스스무

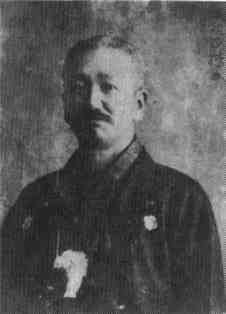

야마자키 스스무(山崎烝, 1833? ~ 1868년 2월 6일(게이오 4년 1월 3일))는 일본 신센구미의 대원으로, 감찰역을 맡았다.
야마자키는 오사카 출신의 낭인이었으며, 가토리류 봉술의 달인이었다. 1863년에 야마자키는 공식적으로 신센구미에 들어가게 되었고, 곤도 이사미에 의해 시마다 가이와 함께 후에 이케다야 사건을 일으키게 되는 상황을 조사하게 된다.
교토에 있을 때 그의 직업은 의사였으며, 니시혼간지로 본부를 옮기기 전의 초창기 신센구미의 의술 분야를 담당하기도 했다.
야마자키는 그의 삼촌에게 전수받아 문학과 무술에 뛰어났다고 전해지며, 그의 학문적 소양은 신센구미가 고위 간부와 정치를 얘기할 때 필수적이었다고 한다.
1865년에 야마자키는 곤도와 히로시마에 동행하게 된다. 곤도와 함께 야마자키는 조슈번을 조사하기 위해 다음 해까지 돌아오지 않았다고 한다.
야마자키는 마쓰모토 료준에게 의술을 배웠다. 마쓰모토에 따르면 야마자키는 무뚝뚝하고, 온화하고 친절한 사람이었다고 한다.
1867년에, 야마자키는 신센구미의 나머지 무사들과 함께 하타모토가 되었다.
1868년 보신 전쟁 중에 야마자키는 심각하게 다치게 되고 1868년 1월 13일에 죽게 된다. 정확한 사망 장소는 알 수 없다.
야마자키는 곤도 이사미와 히지카타 도시조의 전적인 신임을 얻었고, 죽을 때까지 신센구미에서 가장 믿을만 한 대원 중 한 명으로 여겨졌다.

## 미디어에서의 야마자키
피스메이커 쿠로가네, 바람의 빛 등에 나왔다. 1999년에 영화 고하토에도 나온 바 있다.
야마자키는 닌자가 아니었음에도 불구하고, 바람의 검심에서의 한냐를 포함한 애니메이션이나 드라마 등에서는 주로 훌륭한 닌자로 묘사된다.
또한, 은혼의 야마자키 사가루 역시 야마자키에서 모티브를 따온 것이다.

## 참조
- Rekishi Dokuhon, December 1997 issue "The Ten Captains of The Late Tokugawa Period's Strongest Shinsengumi"
- Shinsengumi Chronicle. Tokyo: Shin Jinbutsu Oraisha, 2003. ISBN 4-404-03065-7
- Shinsengumi Encyclopedia. Tokyo: Shin Jinbutsu Oraisha, 1978